# نادي نهضة طنجة

## بطاقة تعريفية
نادي النهضة الرياضية لطنجة و الذي كان معروفا بنهضة طنجة هو نادٍ رياضي مغربي سابق من مدينة طنجة. اندثر النادي سنة 1983 و ذلك بعد اندماجه مع عدة أندية أخرى أقل أهمية من مدينة طنجة لإنشاء اتحاد طنجة. و يمكن اعتباره نواة النادي الأول حاليا في طنجة.

## طقم النادي
كان النادي يلعب بقميص مخطط عموديا بالأبيض والأزرق السماوي وسراويل في الأزرق السماوي وجوارب بيضاء.